# Magnet Point
Der Magnet Point ist eine felsige Landspitze am nordöstlichen Ende der Laurens-Halbinsel der Insel Heard im südlichen Indischen Ozean. Sie markiert die südöstliche Begrenzung der Sydney Cove.
Benannt ist die Landspitze nach dem britischen Robbenfänger Magnet, mit dem Peter Kemp am 27. November 1833 die Insel Heard entdeckte.